# Ormalingen
Ormalingen, in der schweizerdeutschen Ortsmundart Ormalinge [ˈormɑˌlɪŋə], ist eine Einwohnergemeinde im schweizerischen Kanton Basel-Landschaft. Sie gehört zum Bezirk Sissach.

## Geographie

Historisches Luftbild aus 600 m von Walter Mittelholzer von 1922

Ormalingen liegt auf 423 m ü. M. im Ergolztal, östlich von Gelterkinden. Seine Nachbargemeinden sind Buus, Rickenbach BL, Gelterkinden, Tecknau, Wenslingen, Rothenfluh und Hemmiken.
Die Gemeindefläche beträgt 693 ha, wovon 50 % auf landwirtschaftliche Nutzung, 38 % auf Wald und 12 % auf Siedlungen fallen (Stand: 2014/15).

## Geschichte
Ormalingen wurde schon früh besiedelt, so fand man eine römische Villa und reiche frühmittelalterliche Gräber. Die Siedlung wurde erstmals 1286 als Normandingen erwähnt. Der Ortsname leitet sich vom althochdeutschen Personennamen Nordeman, Nordmann ab.
Im Mittelalter besassen nacheinander die Grafen von Frohburg, Homburg und Thierstein sowie die Freiherren von Falkenstein dieses Dorf. 1461 gelangte Ormalingen mit der Herrschaft Thierstein-Farnsburg an die Stadt Basel.

## Wappen
Blasonierung:
geteilt von Gold mit einem roten Stern und von Blau
Dargestellt ist das Siegel der Edelknechte von Zielemp, die um die Mitte des 14. Jahrhunderts Güter in Ormalingen besassen.

## Bevölkerung
- Ausländeranteil: 14,4 %
- Religion: 46,9 % reformiert, 13,7 % römisch-katholisch[7]

## Politik
Der Gemeinderat (Exekutive) besteht aus fünf Stimmberechtigten. Gemeindepräsident (2024–2028) ist Henri Rigo (parteilos, Stand 2025).
Bei den Schweizer Parlamentswahlen 2023 betrugen die Wähleranteile in Ormalingen: SVP 40,1 % (2019 30,1 %), SP 19,6 % (17,3 %), Grüne 11,8 % (23,8 %), FDP 11,4 % (15,2 %), Mitte 7,0 % (5,7 %), glp 6,3 % (3,2 %), EVP 2,4 % (4,5 %), EDU 0,5 % (–).

## Wirtschaft
Ormalingen ist ein gewerbereiches Dorf. Daneben gibt es noch einige landwirtschaftliche Betriebe.

## Sehenswürdigkeiten
- Ruine Farnsburg
- Pfarrkirche mit Fresken aus dem 14. Jahrhundert

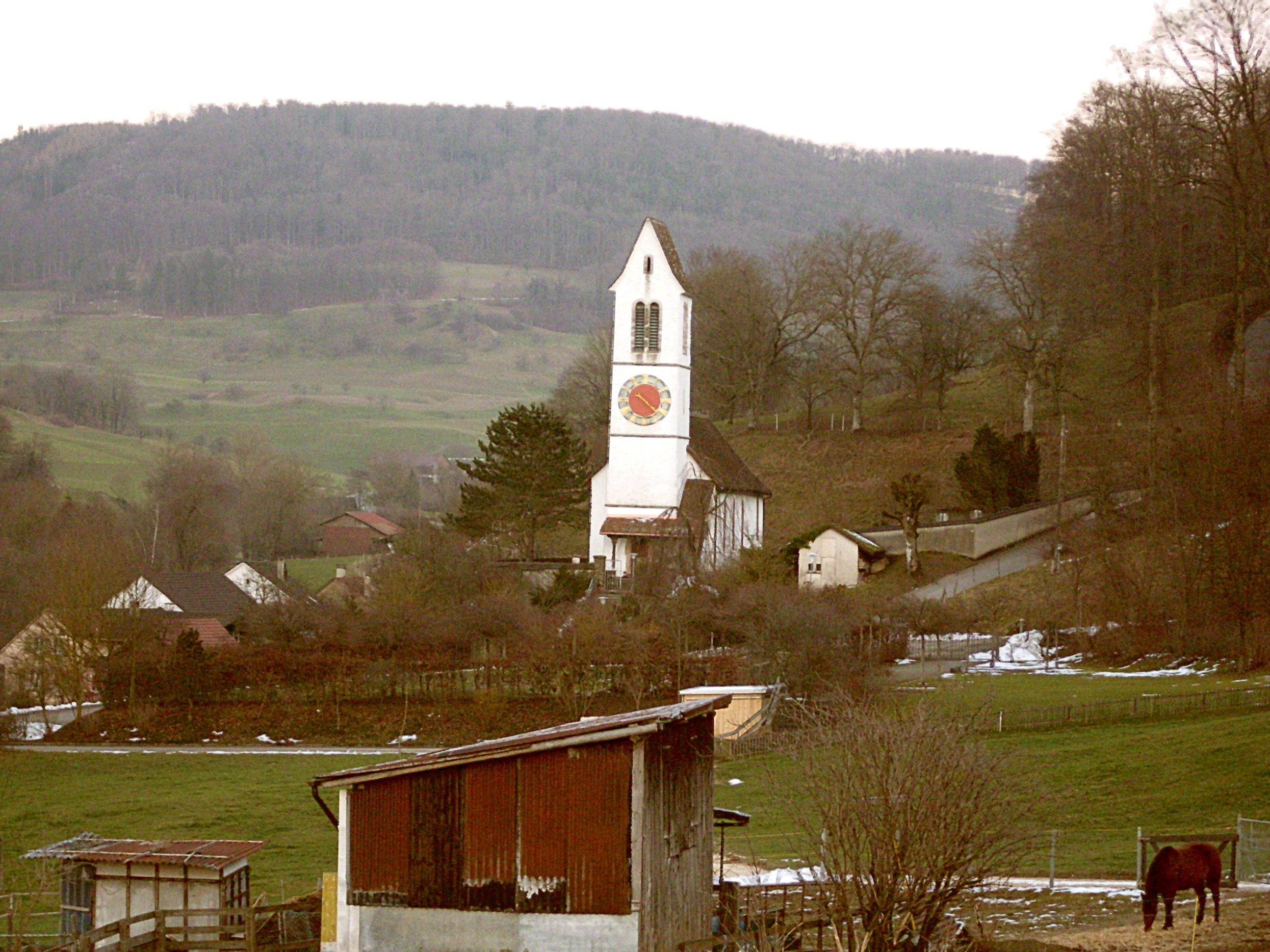
Ormalingens Kirche

## Bilder

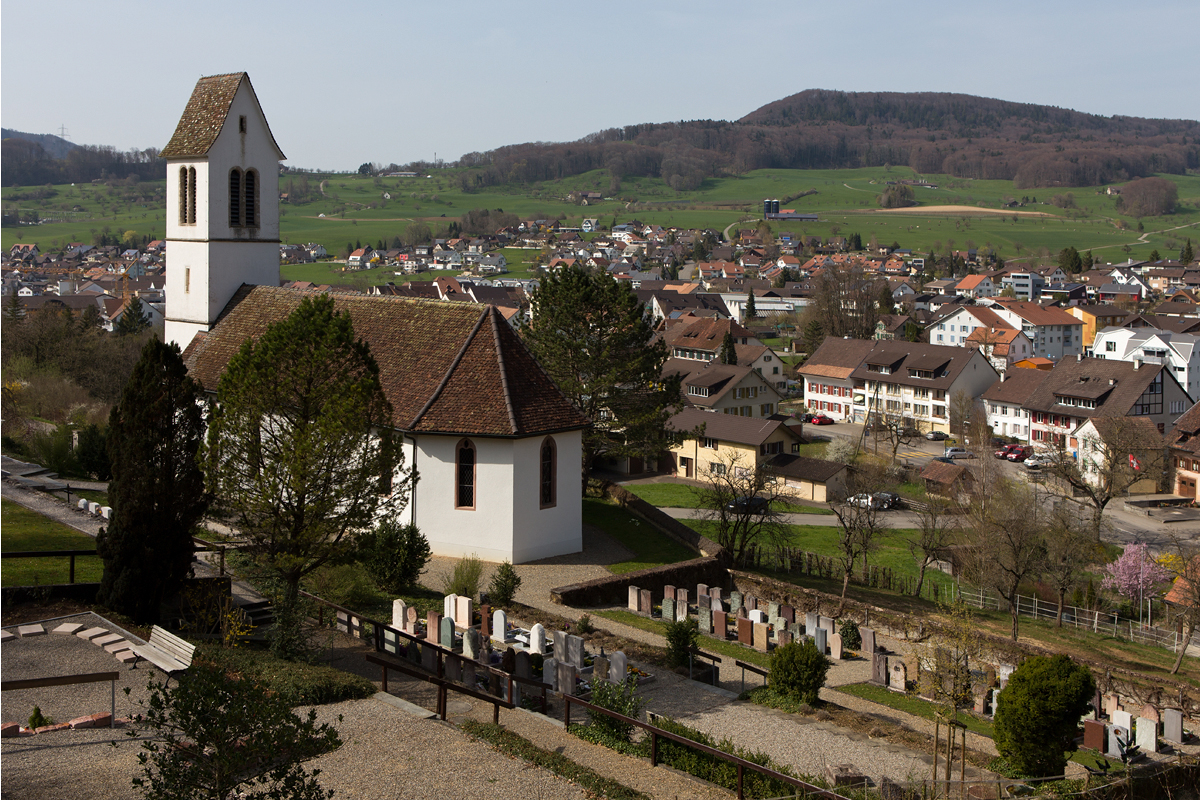
Reformierte Kirche
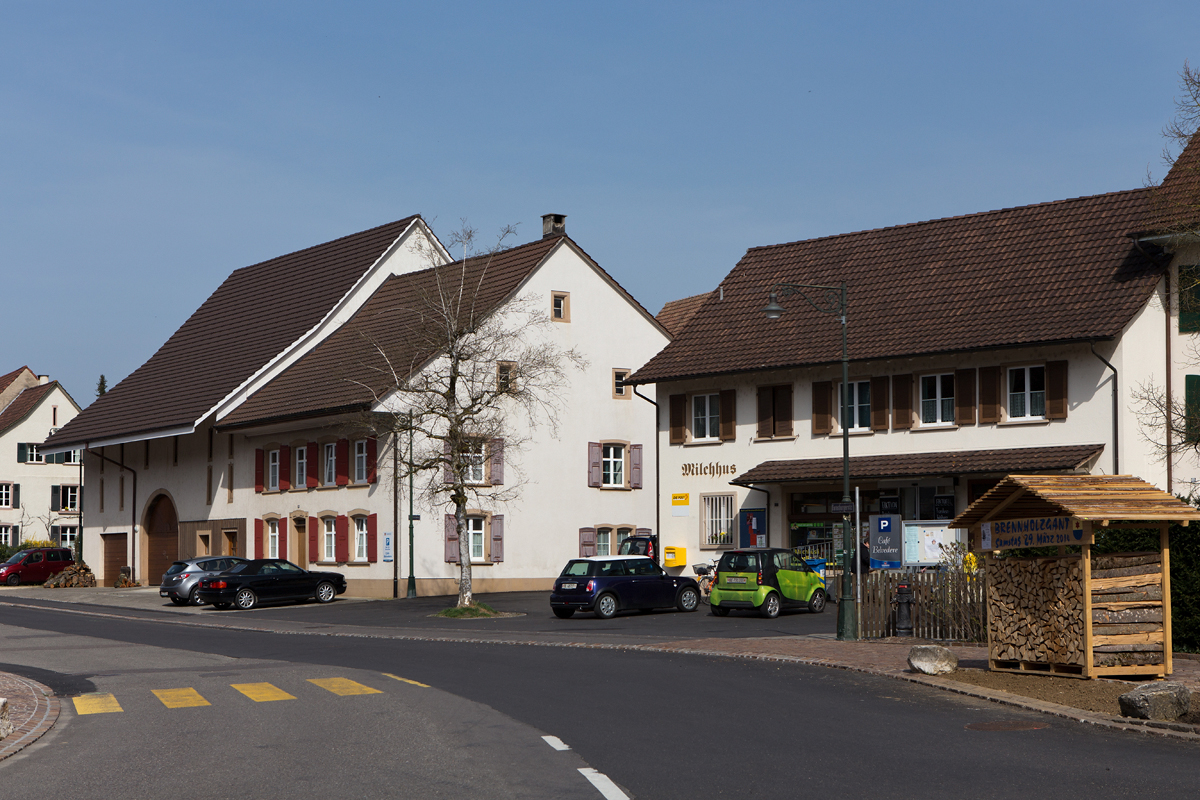
Milchhus, Dorfzentrum
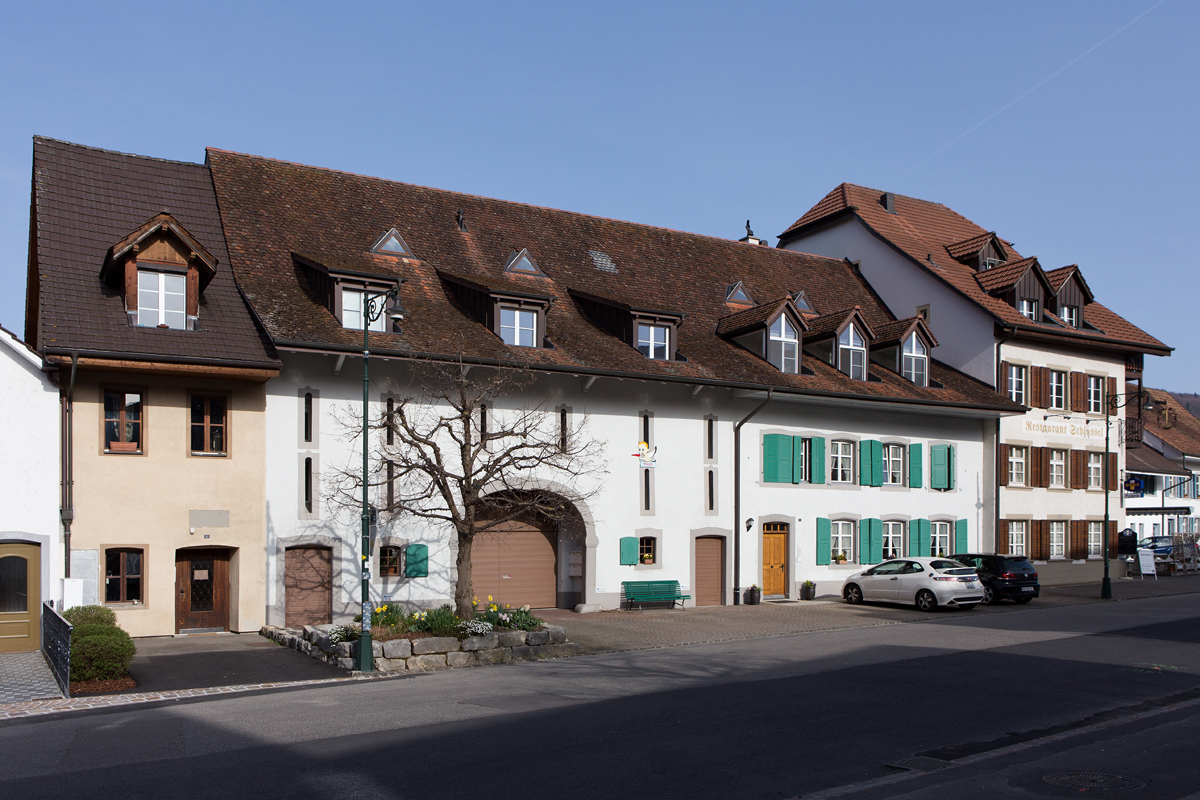
Häuserzeile, Farnsburgerstrasse
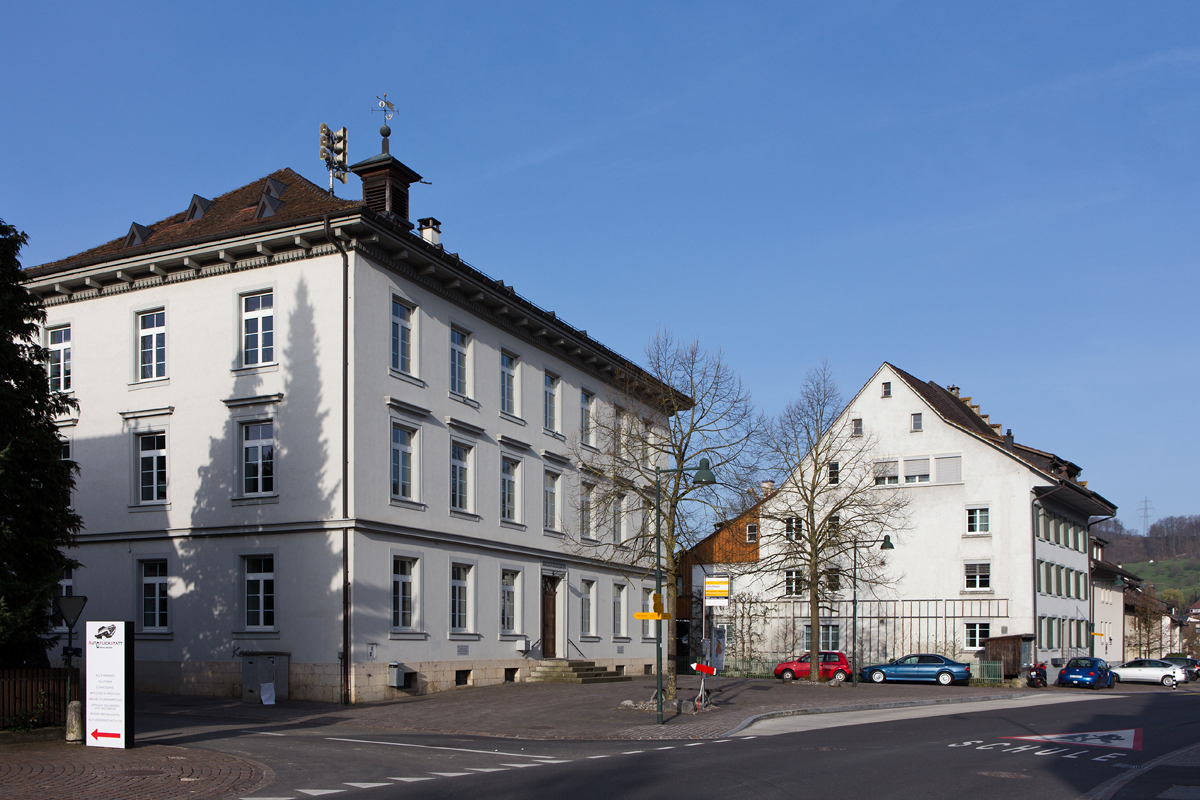
Primarschulhaus
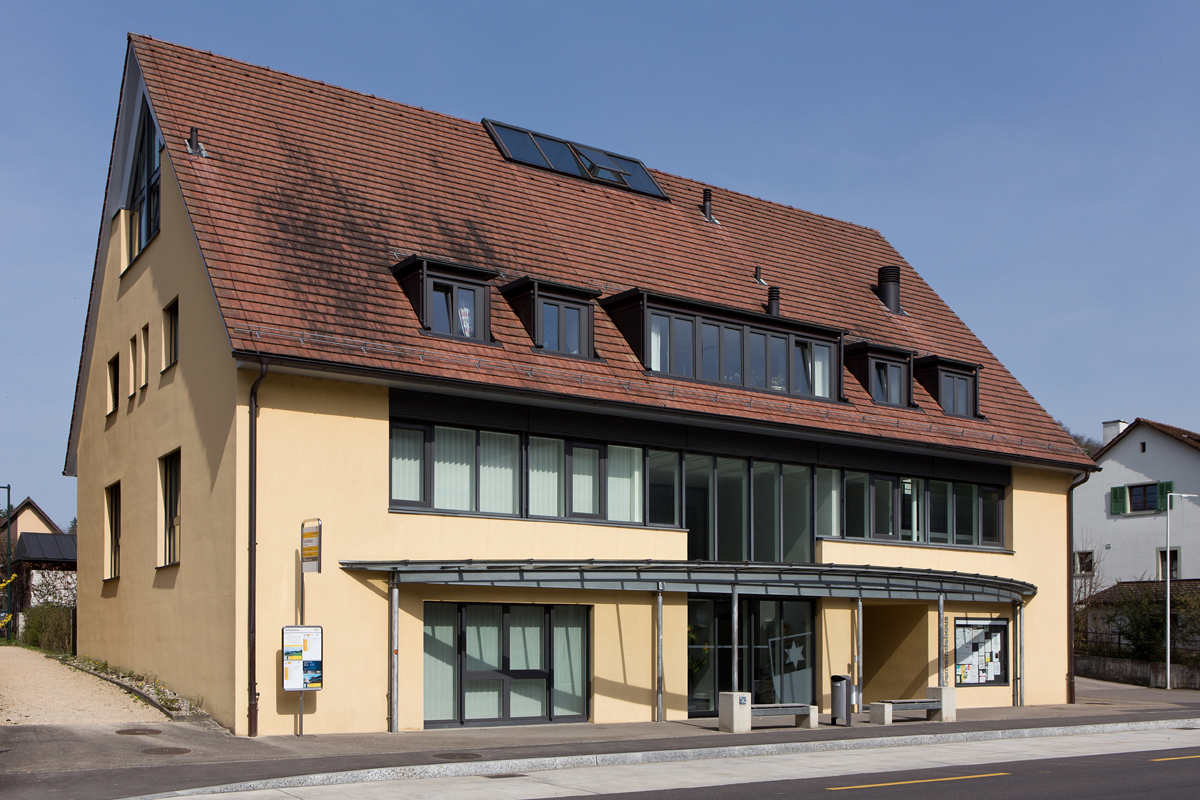
Gemeindehaus
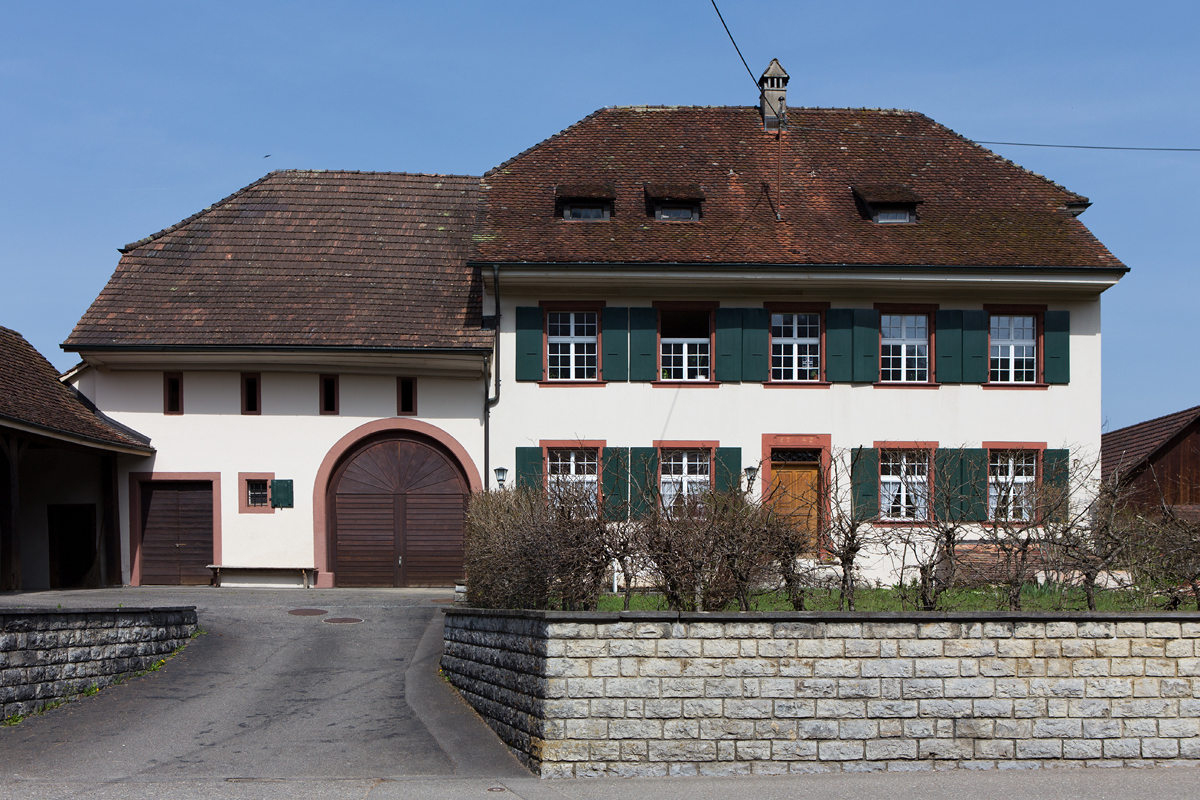
Reformiertes Pfarrhaus
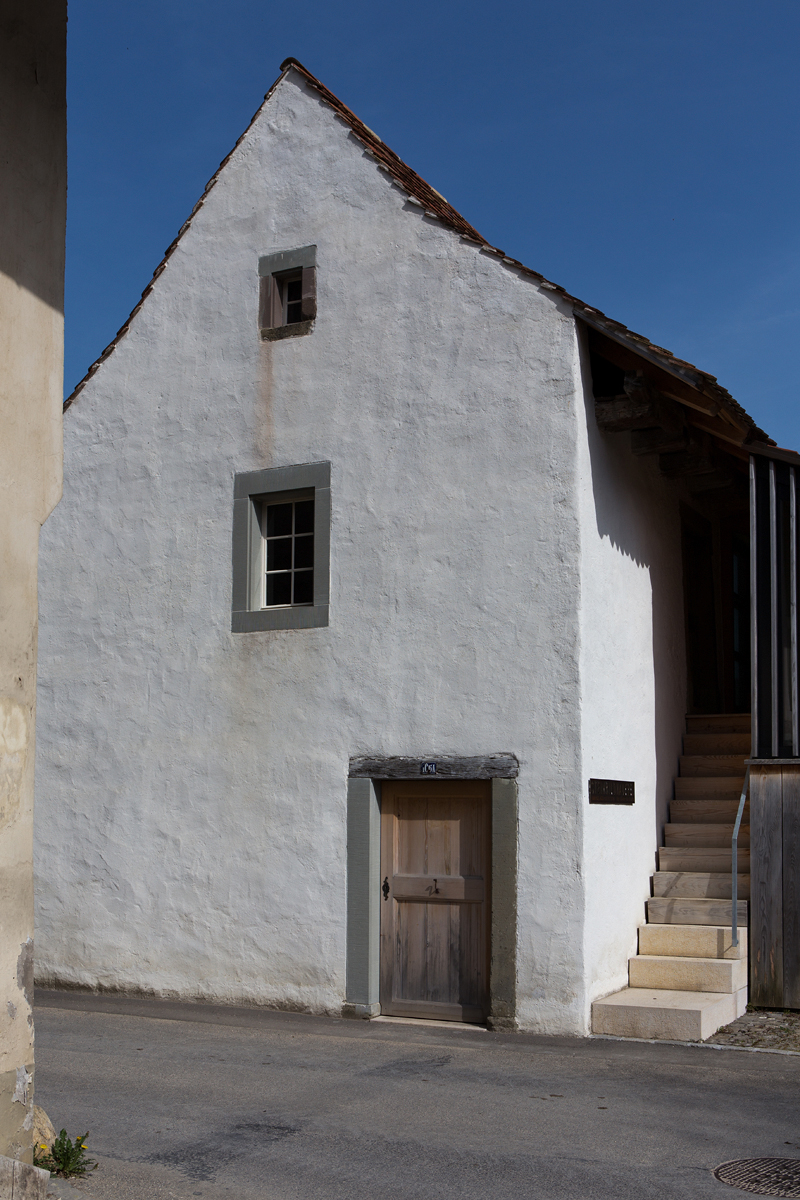
Buchhüsli (Waschhaus)
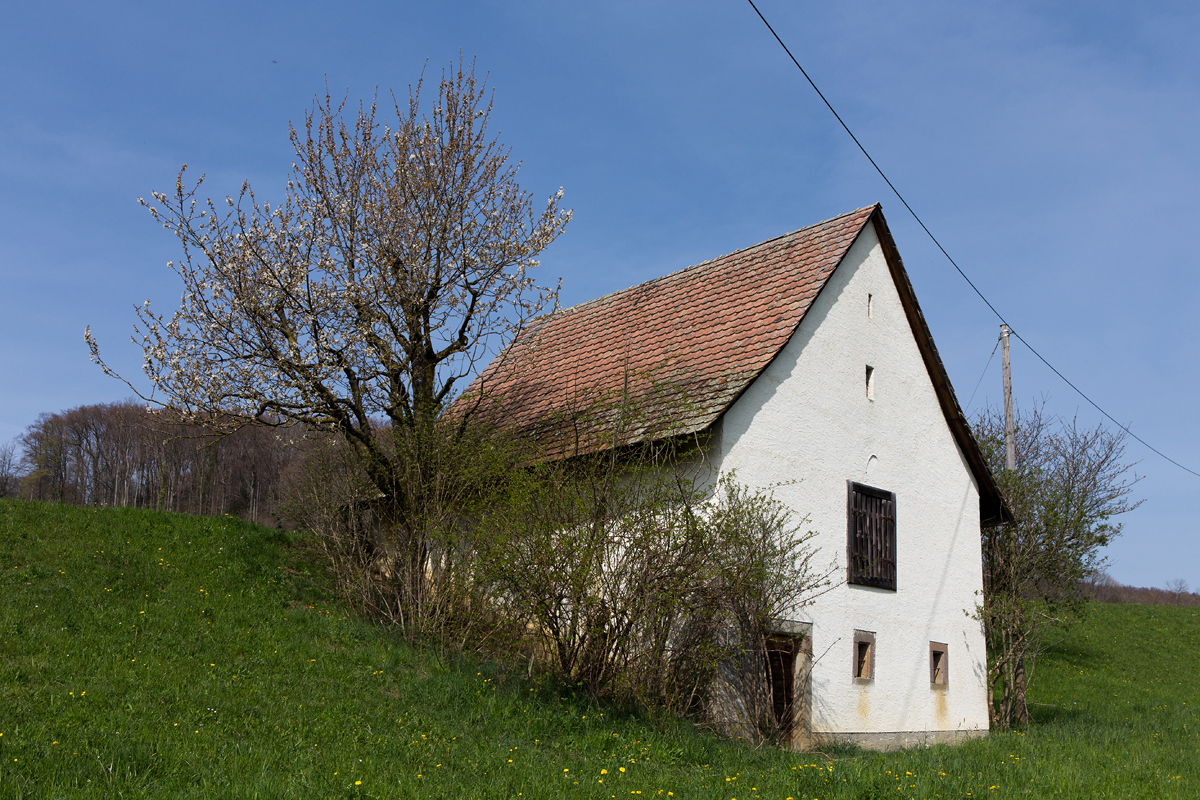
Heuschürli, Seien

## Persönlichkeiten
- Johann Georg Lenggenhager (1805–1874), Lehrer, Pfarrer und Historiker
- Heinrich Strub (1875–1954), Politiker und Tierarzt
- Clara Stockmeyer (1884–1967), Germanistin